# Jean-Baptiste Louis Frédéric de La Rochefoucauld de Roye
Jean-Baptiste Louis Frédéric de La Rochefoucauld de Roye, marchese di Roucy, duca d'Anville (17 agosto 1707 – 28 settembre 1746), è stato un militare francese.
Figlio di Louis de La Rochefoucauld, marchese di Roye e luogotenente generale delle galee, e di Marthe Ducasse, Jean-Baptiste sposò Marie-Louise-Nicole de La Rochefoucauld il 28 febbraio 1732. Dal 1734 iniziò a far carriera nella marina militare. Nel 1732 venne fatto duca d'Anville per decreto regio. Nel 1745 fu nominato luogotenente generale  delle armate navali francesi.
Nel 1746 fu incaricato di riconquistare la fortezza di Louisbourg in Acadia, di difendere la Nuova Francia da un eventuale contrattacco inglese e, possibilmente, di attaccare gli insediamenti inglesi della Nuova Scozia e di Terranova. Per realizzare questo ambizioso programma militare fu messo a disposizione uno squadrone di cinquantaquattro vascelli. D'Anville fu affiancato da Jacques-Pierre de Taffanel de La Jonquière e da Costantin-Louis d'Estourmel. L'armamento della flotta fu lento e laborioso. La flotta salpò solo il 22 giugno 1746, arrivò in Acadia soltanto il 10 settembre e venne dispersa il 13 settembre da una violenta tempesta.
Entrato a Chibouctou il 27 settembre 1746, d'Estourmel venne a sapere che il duca d'Anville era morto per un attacco apoplettico poche ore prima. Quest'ultimo prese il comando della flotta, ma venne gravemente ferito nel tentativo di suicidarsi. I poteri di d'Estourmel passarono allora a La Jonquière, il quale rinunciò alla spedizione.